# Meghan, hertuginde af Sussex
Meghan, hertuginde af Sussex (født Rachel Meghan Markle 4. august 1981 i Los Angeles i USA) er en amerikansk tidligere film- og tv-skuespiller, der er medlem af det britiske kongehus via sit ægteskab med Kong Charles 3.'s yngste barn prins Harry. Hun er desuden kendt for sit humanitære engagement.

## Privatliv
Meghan Markle blev kæreste med skuespiller og producer Trevor Engelson i 2004. Parret blev gift i Ocho Rios, Jamaica den 10. september 2011, og blev skilt i august 2013.
I juni 2016 indledte hun et forhold til prins Harry. De mødtes på en blind date, som en fælles ven havde arrangeret. Den 27. november 2017 blev det bekendtgjort, at parret havde forlovet sig. Brylluppet blev holdt 19. maj 2018.
I oktober 2018 meddelte parret, at de ventede deres første barn til foråret. Den 6. maj 2019 nedkom Meghan med en søn, der fik navnet Archie Harrison Mountbatten-Windsor. I november 2020 afslørede hertuginden i en udtalelse til The New York Times, at hun aborterede i juli 2020.
I starten af 2020 meddelte Prins Harry og hertuginde Meghan at de ville træde tilbage i det britiske kongehus. De flyttede i første omgang til Canada og er sidenhen flyttet til Californien, USA.
Den 14. februar 2021 blev det annonceret, at hertuginden er gravid med sit andet barn. I sit afslørende interview med Oprah Windfrey, kunne hun og Harry afsløre, at deres andet barn er en pige.
Den 4. juni 2021 klokken 11:40 på Santa Barbara Cottage Hospital blev parret forældre for anden gang. Denne gang til en lille pige, der fik navnet Lilibet "Lili" Diana Mountbatten-Windsor. Lili er opkaldt efter sin oldemor, Dronning Elizabeth 2., hvis kælenavn var Lilibet. Hendes mellemnavn, Diana, blev valgt for at ære hendes afdøde farmor, Diana, prinsesse af Wales.

## Karriere
Hun spillede Rachel Zane i den amerikanske advokatserie Suits 2011-18, og er desuden kendt for sin rolle som specialagent Amy Jessup i sci-fi thrilleren Fringe.

## Titler
Meghan Markle fik ved indgåelsen af ægteskabet med prins Harry titel af Hendes Kongelige Højhed hertuginden af Sussex, grevinde af Dumbarton, baronesse Kilkeel.

## Filmografi

### TV
| År        | Title                                  | Rolle                          | Noter                                                                                                |
| --------- | -------------------------------------- | ------------------------------ | --- |
| 2002      | General Hospital                       | Jill                           | 1 episode (vist 14. november 2002)                                                                   |
| 2004      | Century City                           | Natasha                        | "A Mind is a Terrible Thing to Lose" (sæson 1: episode 4)                                            |
| 2005      | Cuts                                   | Cori                           | "My Boyfriend's Back" (sæson 1: episode 5)                                                           |
| 2005      | Love, Inc.                             | Teresa Santos                  | "One on One" (sæson 1: episode 9)                                                                    |
| 2006      | 1 mod 100                              | Herself                        | Mob member number 7                                                                                  |
| 2006      | The War at Home                        | Susan                          | "The Seventeen-Year Itch" (sæson 1: episode 17)                                                      |
| 2006      | CSI: NY                                | Veronica Perez                 | "Murder Sings the Blues" (sæson 3: episode 7)                                                        |
| 2006      | Deceit                                 | Gwen                           | TV film                                                                                              |
| 2007      | Deal or No Deal                        | Herself                        | Holder af kuffert #24; 34 episoder                                                                   |
| 2008      | Good Behavior                          | Sadie Valencia                 | TV film                                                                                              |
| 2008      | 90210                                  | Wendy                          | "We're Not in Kansas Anymore" (sæson 1: episode 1) "The Jet Set" (sæson 1: episode 2)                |
| 2008      | 'Til Death                             | Tara                           | "Joy Ride" (sæson 3: episode 2)                                                                      |
| 2008      | The Apostles                           | Kelly Calhoun                  | TV film                                                                                              |
| 2009      | Knight Rider                           | Annie Ortiz                    | "Fight Knight" (sæson 1: episode 14)                                                                 |
| 2009      | Without a Trace                        | Holly Shepard                  | "Chameleon" (sæson 7: episode 15)                                                                    |
| 2009      | Fringe                                 | Junior FBI Agent Amy Jessup    | "A New Day in the Old Town" (season 2: episode 1) "Night of Desirable Objects" (season 2: episode 2) |
| 2009      | The League                             | Random Girl                    | "The Bounce Test" (sæson 1: episode 2)                                                               |
| 2010      | CSI: Miami                             | Officer Leah Montoya           | "Backfire" (sæson 8: episode 20)                                                                     |
| 2010      | The Boys & Girls Guide to Getting Down | Dana                           | TV film                                                                                              |
| 2011–2018 | Suits                                  | Rachel Zane                    | (sæson 1–7)                                                                                          |
| 2012      | Castle                                 | Charlotte Boyd/Sleeping Beauty | "Once Upon a Crime" (season 4: episode 17)                                                           |
| 2014      | When Sparks Fly                        | Amy Peterson                   | Hallmark Channel TV film                                                                             |
| 2016      | Dater's Handbook                       | Cassandra Brand                | Hallmark Channel TV film                                                                             |

### Film
| År   | Titel                 | Rolle              | Noter                        |
| ---- | --------------------- | ------------------ | ---------------------------- |
| 2005 | A Lot like Love       | Passager på et fly |                              |
| 2010 | Remember Me           | Megan              |                              |
| 2010 | Get Him to the Greek  | Tatiana            | Ukrediteret                  |
| 2010 | The Candidate         | Kat                | Short film                   |
| 2011 | Horrible Bosses       | Jamie              |                              |
| 2012 | Dysfunctional Friends | Terry              |                              |
| 2013 | Random Encounters     | Mindy              | UK titel: A Random Encounter |
| 2015 | Anti-Social           | Kirsten            |                              |